# Agnsjön (Ljushults socken, Västergötland)
Agnsjön är en sjö i Borås kommun i Västergötland och ingår i Ätrans huvudavrinningsområde.